# فانوس دریایی رابجرگ کوده
فانوس دریایی رابجرگ کوده (انگلیسی: Rubjerg Knude lighthouse) در ساحل دریای شمال در رابجرگ، در شهر ژوتلند در شمال دانمارک واقع شده‌است. این فانوس اولین بار در ۲۷ دسامبر ۱۹۰۰ روشن شد. ساختن فانوس‌دریایی در سال ۱۸۹۹ آغاز شد.
فانوس دریایی در بالای کوه لنزتراپ کلینت، ۶۰ متر (۲۰۰ فوت) بالاتر از سطح دریا قرار دارد. تا سال ۱۹۰۸ با گازی که در سایت تولید می‌شد، کار می‌کرد.
جابجایی شن و ماسه و فرسایش ساحلی یک مشکل جدی در این منطقه است. این ساحل به‌طور متوسط ۱٫۵ متر (۴٫۹ فوت) در سال از بین می‌رود که این موضوع را در کلیسای ماروپ به‌خوبی می‌شود دید زیرا این کلیسا در سال ۱۲۵۰ ساخته شده بود، و در اصل این کلیسا در یک کیلومتری (۰٫۶۲ مایل) از ساحل ساخته شده بود، اما در سال ۲۰۰۸ آنرا تخریب کردند تا از سقوط آن به دریا جلوگیری شود.
این برج در اول اوت ۱۹۶۸ شروع به کار کرد. به مدت چند سال، از ساختمان آن به عنوان یک موزه و یک کافی‌شاپ استفاده می‌شد، اما پیشروی مداوم شن باعث شد که آن‌ها در سال ۲۰۰۲ رها شوند. تا سال ۲۰۰۹، ساختمان‌های کوچک به دلیل شدت فشار ماسه تخریب و بعداً حذف شدند. انتظار می‌رود برج تا سال ۲۰۲۳ در دریا قرار گیرد.

## جابجایی
این فانوس که ممکن بود با پیشروی دریا و فرسایش ساحل فروریزد، سرانجام در اکتبر ۲۰۱۹ با کمک ریل جابجا و ۷۰ متر از خط ساحلی دور شد.

## نگارخانه

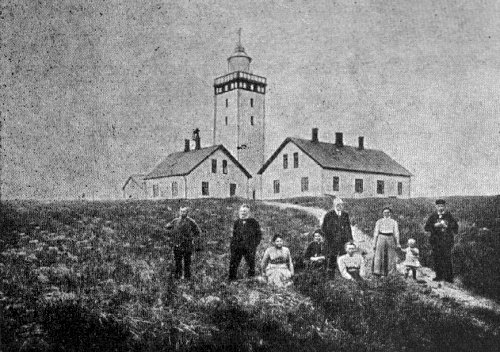
فانوس دریایی در سال ۱۹۱۲
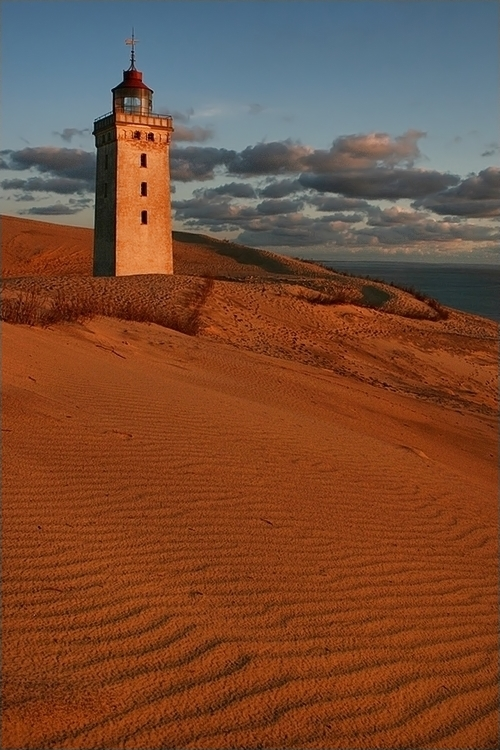
فانوس دریایی توسط تپه‌های شن و ماسه محاصره شده‌است
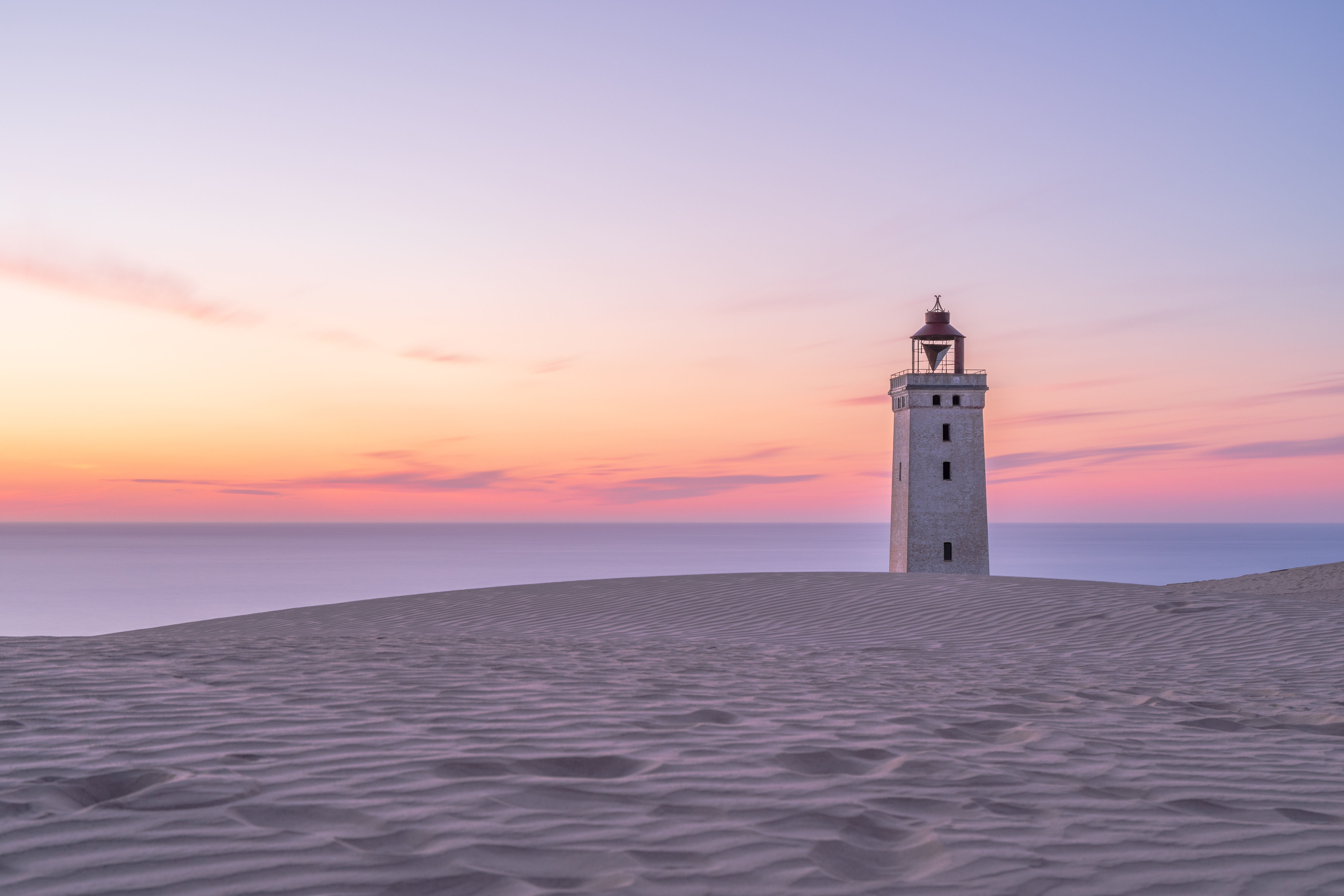